# Haematopota maculosifacies
Haematopota maculosifacies är en tvåvingeart som beskrevs av Austen 1914. Haematopota maculosifacies ingår i släktet Haematopota och familjen bromsar. Inga underarter finns listade i Catalogue of Life.